# Spektralne linije vodonika
Emisioni spektar atoma vodonika je podeljen na nekoliko serija čije su talasne dužine predviđene Ridbergovom jednačinom. Ove spektralne linije se javljaju usled prelaska elektrona s jednog na drugi energetski nivo atoma. Podela spektra na serije prema Ridbergovoj jednačini je bila jako važna u razvoju kvantne mehanike. Spektralne serije su od velike važnosti u astronomiji u identifikovanju prisustva vodonika i izračunavanje crvenog pomaka.   

## Fizika
Atom vodonika sadrži jedan elektron koji orbitira oko atomskog jezgra. Elektromagnetna sila koja deluje između elektrona i protona u jezgru rezultira u nizu kvantnih stanja za elektron, od kojih svaki ima specifični sadržaj energije. Ova stanja su zamišljene u Borovom Atomskom modelu kao zasebne orbite oko jezgra. Svako energetsko stanje, ili orbitala je označena celim brojem, n kao što je prikazano na slici.
Emisioni spektri se javljaju kada elektron prelazi sa višeg na niže energetsko stanje. Niže energetsko stanje se obično označava sa n', dok se više energetsko stanje označava sa n. Energija emitovanog fotona se podudara sa energetskom razlikom između ova dva stanja. Budući da je energija svakog stanja nepromenljiva, to je i energetska razlika među njima nepromenljiva, te će i prelazak elektrona između njih, uvek izazvati emisiju fotona sa istom energijom.
Spektralne linije su grupisane u skladu sa n'. Linije su dobile imena redom počev od najduže talasne dužine / najniže frekvencije serije, koristeći grčka slova u okviru svake serije. Tako se linija nastala prelaskom 2 → 1 naziva "Lajman-alfa" (Ly-α), dok se linija nastala prelaskom 7 → 3 naziva "Pašen-delta" (Pa-δ).
Postoje i takve emisione linije vodonika koje ne spadaju u ove serije. Takva je i Vodonikova linija na 21 cm. Ovakve emisione linije odgovaraju znatno ređim atomskim procesima, kao što su hiperfini prelasci. Fine strukture su takođe razlog zašto se jedinstvene spektralne linije često javljaju kao dve ili više, tanjih, zbijenih linija.

## Ridbergova formula
Energetske razlike između nivoa u Borovom modelu, i otuda talasne dužine emitovanih / apsorbovanih fotona, data je Ridbergovom formulom:
{\displaystyle {1 \over \lambda }=R\left({1 \over (n^{\prime })^{2}}-{1 \over n^{2}}\right)\qquad \left(R=1.097373\times 10^{7}\ \mathrm {m} ^{-1}\right)}
gde n označava viši energetski nivo, n' označava niži energetski nivo, a R je Ridbergova konstanta. Jednačina daje smislene rezultate samo kada je n veće od n' i kada se uzme da je limes od 1 kroz beskonačno, jednak nuli.

## Serije

### Lajmanova serija (n′= 1)
| n                       | λ (nm) u vakuumu |
| ----------------------- | ---------------- |
| 2                       | 121.57           |
| 3                       | 102.57           |
| 4                       | 97.254           |
| 5                       | 94.974           |
| 6                       | 93.780           |
| {\displaystyle \infty } | 91.175           |

Serija je dobila ime po Teodoru Lajmanu, koji je prvi otkrio spektralne linije 1906–1914. Sve linije Lajmanove serije su u ultraljubičastom spektru.

### Balmerova serija (n′= 2)
| n                       | λ (nm) u vazduhu |
| ----------------------- | ---------------- |
| 3                       | 656.3            |
| 4                       | 486.1            |
| 5                       | 434.0            |
| 6                       | 410.2            |
| 7                       | 397.0            |
| {\displaystyle \infty } | 364.6            |

Dobila ime po Johanu Balmeru, koji je otkrio Balmerovu formulu, empirijsku jednačinu za predviđanje balmerove serije u 1885. Balmerove linije su ranije nazivane "H-alfa", "H-beta", "H-gama" i tako dalje, gde H označava Vodonik. Četiri Balmerove linije spadaju u vidljivi deo spektra, sa talasnim dužinama većim od 400nm i kraćim od 700 nm. Delovi Balmerove serije se mogu videti u sunčevom spektru. H-alfa je bitna linija koja se koristi u astronomiji kada je potrebno identifikovati vodonik.

### Pašenova serija (Borova serija) (n′= 3)
| n                       | λ (nm) u vazduhu |
| ----------------------- | ---------------- |
| 4                       | 1875             |
| 5                       | 1282             |
| 6                       | 1094             |
| 7                       | 1005             |
| 8                       | 954.6            |
| 9                       | 922.9            |
| {\displaystyle \infty } | 820.4            |

Dobila ime po nemačkom fizičaru Fridrihu Pašenu koji ih je prvi zapazio 1908. Sve Pašenove linije leže u Infracrvenom spektru. Ove se serija preklapa sa sledećom, Braketovom serijom, odnosno, najkraća linija Braketove serije ima talasnu dužinu koja je između Pašenovih linija. Sve naredne serije se preklapaju.

### Braketova serija (n′= 4)
| n                       | λ (nm) u vazduhu |
| ----------------------- | ---------------- |
| 5                       | 4051             |
| 6                       | 2625             |
| 7                       | 2166             |
| 8                       | 1944             |
| 9                       | 1817             |
| {\displaystyle \infty } | 1458             |

Dobila ime po Američkom fizičaru Frederik Sumner Braketu koji je prvi opazio ove linije 1922.

### Pfundova serija (n′= 5)
| n                       | λ (nm) u vakuumu |
| ----------------------- | ---------------- |
| 6                       | 7460             |
| 7                       | 4654             |
| 8                       | 3741             |
| 9                       | 3297             |
| 10                      | 3039             |
| {\displaystyle \infty } | 2279             |

Otkrivena 1924 experimentom Avgust Herman Pfunda.

### Hamfrijeva serija (n′= 6)
| n                       | λ (μm) u vakuumu |
| ----------------------- | ---------------- |
| 7                       | 12.37            |
| 8                       | 7.503            |
| 9                       | 5.908            |
| 10                      | 5.129            |
| 11                      | 4.673            |
| {\displaystyle \infty } | 3.282            |

Otkrio ju je 1953 američki fizičar Kurtis J. Hamfris.

### Dalje (n′> 6)
Dalje serije nisu imenovane, ali prate iste principe koje postavlja Ridbergova formula. Serije su sve više raštrkane i imaju sve veće talasne dužine. Takođe, linije su sve bleđe, što je u skladu sa retkim atomskim procesima.

## Primena na druge sisteme
Ideja Ridbergove formule može da se primeni na bilo koji sistem sa jednom česticom koja orbitira oko nukleusa, npr He+ jon ili egzotični atom muonijum. Jednačina se mora modifikovati u skladu sa Borovim radijusom; Emisije će imati slične odlike ali drugačiji obim energija.
Svi ostali atomi sadrže najmanje 2 elektrona u svom neutralnom stanju i tada je primena ovako pojednostavljenog sistema za analizu nepraktična. Izvođenje Ridbergove formule predstavljala je veliki pomak u fizici, ali je prošlo mnogo vremena pre nego što se pronašlo njeno proširenje i na ostale elemente.